# Шаркі (Великопольське воєводство)
Шаркі (пол. Szarki, нім. Scharke) — село в Польщі, у гміні Новий Томишль Новотомиського повіту Великопольського воєводства.
Населення — 131 особа (2011).
У 1975-1998 роках село належало до Познанського воєводства.

## Демографія
Демографічна структура станом на 31 березня 2011 року:
|          | Загалом | Допрацездатний вік | Працездатний вік | Постпрацездатний вік |
| -------- | ------- | ------------------ | ---------------- | -------------------- |
| Чоловіки | 71      | 23                 | 45               | 3                    |
| Жінки    | 60      | 14                 | 35               | 11                   |
| Разом    | 131     | 37                 | 80               | 14                   |